# 머저리와 등신들
"머저리와 등신들"은 1995년에 개봉한 대한민국의 영화이다.

## 캐스팅
- 남포동 : 덕호 역
- 강선영 : 주희 역
- 정인철 : 준일 역
- 이해룡 : 김 사장 역
- 김달호 : 홍 감독 역
- 김병철 : 추호성 역
- 나갑성 : 제작부장 역
- 홍윤정 : 까페주인 역
- 조영이 : 마담 역
- 유명순 : 준일 모 역
- 권명은 : 애랑 역
- 유가희 : 희숙 역
- 조영선 : 일본여 역
- 나기순 : 매니저 역
- 송재일 : 비서 역
- 강영선 : 배우 역